# 宮島義勇
宮島 義勇（みやじま よしお、1909年2月3日 - 1998年2月21日）は、日本の撮影監督。

## 来歴・人物
長野県上高井郡高山村で出生、東京都で育つ。学生時代よりアナキズムなどの左翼思想に傾倒する。1929年、横浜高等工業学校（現・横浜国立大学）卒業。同年、父の知人から増谷麟を紹介され松竹蒲田撮影所入社、現像技術を学ぶ。1931年、増谷が写真化学研究所（略称：P.C.L.、後の東宝映画、現在の東宝）を設立したのに伴い移籍。1933年、同社の劇映画製作開始により撮影部に異動、1935年に撮影技師に昇格。1936年、『唄の世の中』が第1回作品となった。1940年、『燃ゆる大空』で一躍その名が高まる。陸軍などから評判により国策映画・反米映画を撮る一方、日本映画カメラマン協会の書記長として活動した。
1945年12月、東宝従業員組合を結成。組合最高幹部として東宝争議（1946年 - 1948年）を主導した。1948年、第3次東宝争議の際の労使会談においての合意事項により、東宝を自主退社。日本共産党書記局で活動し、レッド・パージで共産党に対する弾圧がおこなわれた際には書記長の徳田球一の伝書使として中国に渡航し、中国側の「日本共産党の指導者を迎え入れる用意がある」という伝言を日本に持ち帰っている（その後、1960年代に共産党から離れた）。1951年、レッド・パージで解雇された今井正監督の復帰作『どっこい生きてる』で自らも撮影指揮として映画界に復帰。以降、近代映画協会・現代ぷろだくしょん・独立映画・文芸プロダクションにんじんくらぶなどの作品に参加、独立プロダクションの牽引役となった。
なかでも、小林正樹監督と組んだ『人間の條件』（1959年、1961年）、『切腹』（1962年）、『怪談』（1965年）は、国内外から高く評価された。また俳優からの評価も高く、『お吟さま』（1962年）では監督を務めた田中絹代の指名により参加、『赤穂城断絶』（1978年）、『仕掛人梅安』（1981年）では主演を務めた萬屋錦之介の指名により参加した。
一方、ドキュメンタリーも製作。1963年に北朝鮮を取材した『チョンリマ（千里馬）』、1960年代末から1970年代初頭の安保闘争を記録した『怒りをうたえ』三部作などを監督した。1980年代以降は、国鉄千葉動力車労働組合の取材をライフワークとし『俺たちは鉄路に生きる』などを製作。また、1963年には碧川道夫・内田吐夢とともに「碧川映画科学研究室」を開設した。
1998年2月21日、玄関先で倒れて石畳に頭を打ち死去した。89歳没。
生涯で撮影した映画は60本以上。撮影技師が照明に指示・注文をだす手法は、「撮影監督」のシステムとなった。また毒舌家で知られ、卓越した技術・裏打ちされた撮影理論に加え、監督にも遠慮なく意見をいう直言型の性格で、「天皇」「ミヤテン（宮天）」などと呼ばれた。一方、大映京都撮影所のカメラマン・宮川一夫とともに双璧をなす存在から、「西の宮川、東の宮島」とも言われた。

## 主な撮影作品
- 唄の世の中（1936年）
- 田園交響楽（1938年）
- ロッパの新婚旅行（1940年）
- 燃ゆる大空（1940年）
- 指導物語（1941年）
- 戦争と平和（1947年）
- 女の一生（1949年）
- どっこい生きてる（1951年）
- 村八分（1953年）
- 蟹工船（1953年）
- ひろしま（1953年）
- 夜明け前（1953年）
- 足摺岬（1954年）
- 美女と怪龍（1955年）
- 女優（1956年）
- 異母兄弟（1957年）
- 人間の條件（1959年、1961年）
- お吟さま（1962年）
- 切腹（1962年）
- チョンリマ（1964年）
- 怪談（1965年）
- 飢餓海峡（1965年）※W一〇六方式指導
- 若者たち（1967年）
- 若者は行く－続若者たち－（1969年）※撮影監督
- 若者の旗（1970年）
- 襤褸の旗（1974年）
- 愛の亡霊（1978年）
- 赤穂城断絶（1978年）
- 戒厳令の夜（1980年）
- 仕掛人梅安（1981年）

## 主な監督作品
- 怒りのこぶしで涙をぬぐえ（1993年）